# Henri Cuvelier
Henri Gaspard Cuvelier (Tourcoing, 1º giugno 1908 – Roubaix, 25 gennaio 1937) è stato un pallanuotista francese, vincitore di una medaglia di bronzo all'olimpiade di Amsterdam del 1928.